# 康和里
康和里（英語：Cornwall Avenue）是香港一條曾經存在的道路，為九龍尖沙咀的一條小街。由於進行重建計劃，地政總署永久封閉康和里和三條後巷共四條街道，配合土地發展公司（後來市區重建局）之河內道重建計劃，現位置成為K11購物藝術館的一部份。

## 地理
康和里靠近麼地道及碧仙桃路，與緬甸臺相對。

## 歷史
香港政府曾在1975年下半年試行將康和里及河內道發展成消閒購物行人專用區的計劃，不准車輛駛入兩街道。然而，推行不久便出現反效果，康和里商戶投訴車輛無法進入後反而顧客量大減，貨物運輸亦變得麻煩，及後政府容許旅遊巴士駛入亦於事無補，計劃於該年12月31日結束。
1976年，城市建設委員會向行政局提交草案，建議拆卸康和里、河內道、麼地道的數十座舊樓宇，對該三角區域進行重建。至1978年，當時香港政府的尖沙咀城市設計藍圖是將該三條街道及碧仙桃路（下稱四街）中的三十九座舊樓宇拆卸，重建成新的商住區，由於該些地段的土地租約於1978年底到期，政府決定不與該些地段的業主們續約，後經數年的爭議與協商，政府在1982年同意由部分業主組成的六間公司自行對四街進行重建發展的計劃。但到了1985年，該些公司又因重建的經濟效益考慮而擱置計劃，被政府要求補回1978年以來的地租及利息。
2000年代初，新世界發展與市區重建局再次提出四街重建計劃。其中康和里範圍主要會變成綠化休憩區域，整條街道隨之消失。重建展開後，有附近居民投訴政府曾承諾保留康和里的數株老樹，但發現遭到砍伐，市建局則回應並未承諾。

## 特色
康和里的商舖以招待遊客為主。
沿路著名地點包括：
- 酒吧：Waltzing Matilda Inn
- 酒店：New Astor Hotel（新雅圖酒店），位於加拿分道與碧仙桃路交界

## 外部連結

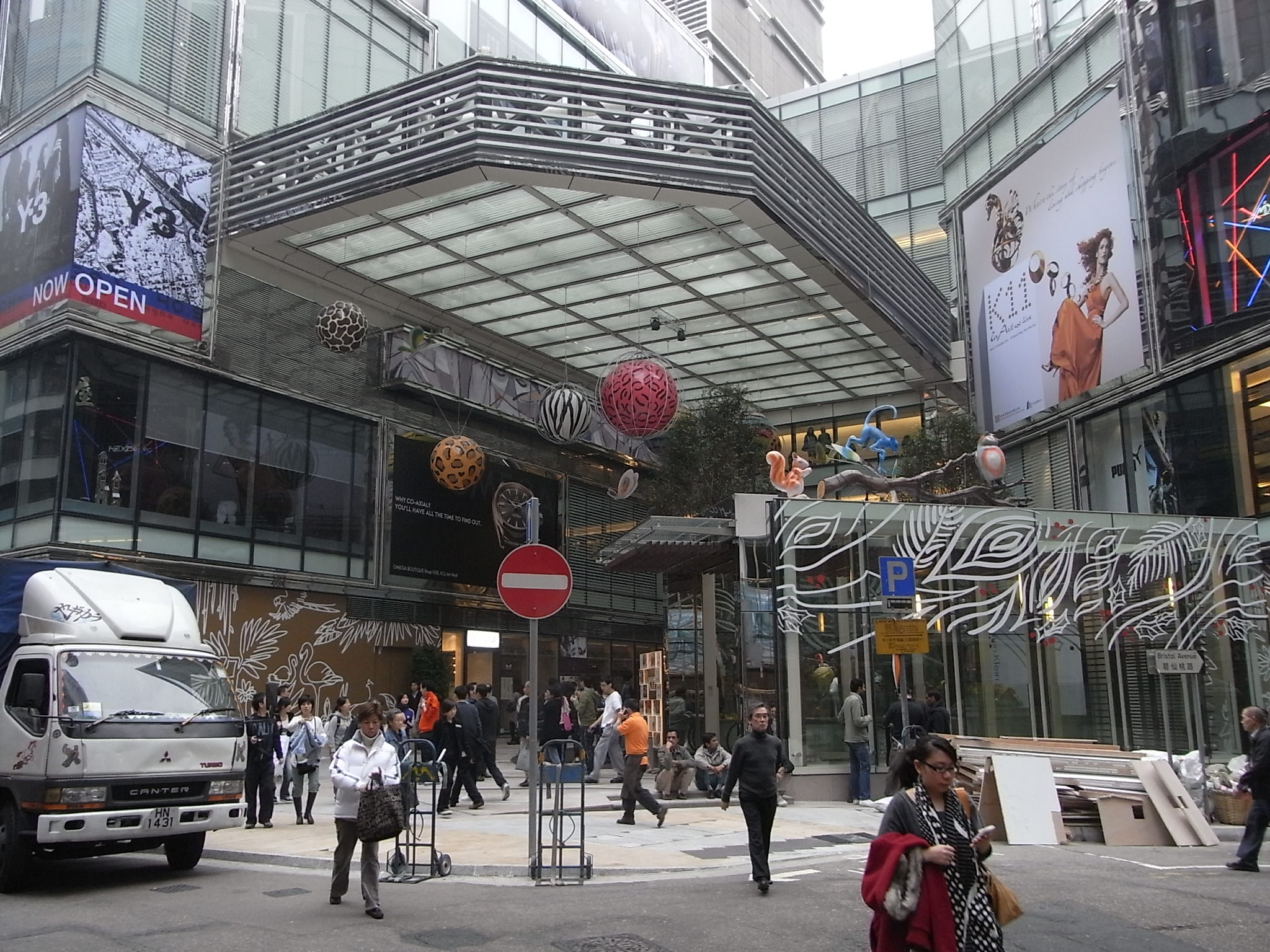
K11 加拿分道入口大概是昔日康和里位置

- Gwulo：Cornwall Avenue (c.1912 - c.2009) （页面存档备份，存于）